# Jeremy Sarmiento
Jeremy Leonel Sarmiento Morante (ur. 16 czerwca 2002 w Madrycie) – ekwadorski piłkarz z obywatelstwem brytyjskim i hiszpańskim występujący na pozycji ofensywnego pomocnika lub skrzydłowego, reprezentant Ekwadoru, od 2024 roku zawodnik angielskiego Ipswich Town.
Urodził się w Madrycie, gdzie poznali się jego pochodzący z Ekwadoru rodzice. W wieku siedmiu lat wraz z rodziną przeprowadził się do Anglii.